# Adrian Łyszczarz
Adrian Łyszczarz (Oleśnica, 1999. augusztus 22. –) lengyel korosztályos válogatott labdarúgó, a Śląsk Wrocław középpályása.

## Pályafutása

### Klubcsapatokban
Łyszczarz a lengyelországi Oleśnica városában született. Az ifjúsági pályafutását a Śląsk Wrocław akadémiájánál kezdte.
2016-ban mutatkozott be a Śląsk Wrocław tartalék, majd 2017-ben az első osztályban szereplő felnőtt csapatában. Először a 2017. május 13-ai, Ruch Chorzów ellen 6–0-ra megnyert mérkőzés 76. percében, Aleksandar Kovačević cseréjeként lépett pályára. A 2018–19-es szezonban a másodosztályú GKS Katowice csapatát erősítette kölcsönben. 2021. október 30-án, a Nieciecza ellen 4–3-as vereséggel zárult találkozón megszerezte első két gólját a klub színeiben.

### A válogatottban
Łyszczarz az U18-as, az U19-es és az U20-as korosztályú válogatottakban is képviselte Lengyelországot.

## Statisztikák
2022. augusztus 20. szerint
| Klub                      | Szezon   | Osztály     | Bajnokság | Bajnokság | Kupa és Ligakupa | Kupa és Ligakupa | Nemzetközi | Nemzetközi | Összesen | Összesen |
| Klub                      | Szezon   | Osztály     | Meccs     | Gól       | Meccs            | Gól              | Meccs      | Gól        | Meccs    | Gól      |
| ------------------------- | -------- | ----------- | --------- | --------- | ---------------- | ---------------- | ---------- | ---------- | -------- | -------- |
| Śląsk Wrocław             | 2016–17  | Ekstraklasa | 2         | 0         | 0                | 0                | —          | —          | 2        | 0        |
| Śląsk Wrocław             | 2017–18  | Ekstraklasa | 10        | 0         | 1                | 0                | —          | —          | 11       | 0        |
| Śląsk Wrocław             | 2019–20  | Ekstraklasa | 4         | 0         | 0                | 0                | —          | —          | 4        | 0        |
| Śląsk Wrocław             | 2020–21  | Ekstraklasa | 2         | 0         | 0                | 0                | —          | —          | 2        | 0        |
| Śląsk Wrocław             | 2021–22  | Ekstraklasa | 20        | 5         | 1                | 0                | 1          | 0          | 22       | 5        |
| Śląsk Wrocław             | 2022–23  | Ekstraklasa | 4         | 1         | 0                | 0                | —          | —          | 4        | 1        |
| Śląsk Wrocław             | Összesen | Összesen    | 42        | 6         | 2                | 0                | 1          | 0          | 45       | 6        |
| GKS Katowice (kölcsönben) | 2018–19  | I Liga      | 15        | 1         | 2                | 0                | —          | —          | 17       | 1        |
| Összesen                  | Összesen | Összesen    | 57        | 7         | 4                | 0                | 1          | 0          | 62       | 7        |

## Fordítás
Ez a szócikk részben vagy egészben  az   Adrian Łyszczarz című angol Wikipédia-szócikk fordításán alapul.  Az eredeti cikk szerkesztőit annak laptörténete sorolja fel. Ez a jelzés csupán a megfogalmazás eredetét és a szerzői jogokat jelzi, nem szolgál a cikkben szereplő információk forrásmegjelöléseként.